# Palaeohelicopsyche serricornis
Palaeohelicopsyche serricornis is een fossiele soort schietmot uit de familie Helicopsychidae.